# Marschmusik
Marschmusik (рус. маршевая музыка) — одиннадцатый студийный альбом немецкой блэк-дэт-группы Eisregen.

## Список композиций
| №   | Название                                           | Длительность |
| --- | -------------------------------------------------- | ------------ |
| 1.  | «Marschmusik»                                      | 6:30         |
| 2.  | «Blutkreis»                                        | 3:46         |
| 3.  | «Bunkertür»                                        | 3:44         |
| 4.  | «Leichensack»                                      | 3:42         |
| 5.  | «Gott der Panzer»                                  | 5:27         |
| 6.  | «Adlerhorst»                                       | 5:26         |
| 7.  | «Fleischbrand»                                     | 5:29         |
| 8.  | «Mein Leben auf deiner Haut»                       | 4:58         |
| 9.  | «Foltergeist»                                      | 3:42         |
| 10. | «Was von dir bleibt»                               | 4:34         |
| 11. | «Panzerschokolade»                                 | 2:18         |
| 12. | «Pervertin Peter (So lang die Schokolade reicht) » | 3:33         |

## Над альбомом работали

### Участники группы
- Roth — вокал
- Yantit — ударные, гитары

### Приглашённые музыканты
- Marus Stock — гитары
- Froebing — Stalinorgel
- Peter — бас